# Pristomerus austrinus
Pristomerus austrinus là một loài tò vò trong họ Ichneumonidae.